# Gape
Gape ist eine australische Brutal- und Slam-Death-Metal-Band aus Hobart, die 2011 gegründet wurde.

## Geschichte
Die Band wurde Anfang 2011 gegründet und bestand aus dem Sänger Rick „Rockstar“ Ring, den Gitarristen Tim „T.J. Quim Quimby“ Ikin und Sam „Blue Cheese“ Bryant, dem Bassisten Rod „Ram Rod“ McAllister und dem Schlagzeuger Patrick „Pat the Rat“ Neumayer. 2012 erschien in Eigenveröffentlichung das selbstbetitelte Debütalbum. Nach der 2016er Split-Veröffentlichung Quinte Essentials of Brutality Vol.1 mit Corprophemia, Cuff, Urethral Injection und Infected Cadaver über CDN Records, folgte 2017 bei diesem Label das zweite Album Exploit the Moist.

## Stil
Brian Giffin ordnete die Band in seiner Encyclopedia of Australian Heavy Metal dem Brutal Death Metal zu. Mitch Booth von metalobsession.net empfand das selbstbetitelte Debütalbum als typischen Slam- und Brutal-Death-Metal, dem es jedoch meist an Energie und Groove fehle. Die meisten Songs seien kaum einprägsam, wobei man „schmutzige“ Samples, Standard-Death-Metal-Riffs und tiefen gutturalen Gesang einsetze. Kyle McGinn von deadrhetoric.com fielen bei Exploit the Moist vor allem die absurden von Gore und Sex handelnden Texte auf. Er ordnete die Musik dem Brutal Death Metal zu, wobei die Gruppe sich zu sehr auf die Platzierung der Slams fixiere als auf den eigentlichen Song. Ansonsten verwende die Band auch die genretypischen extrem tiefen Growls und hohen Screams, groovenden Riffs und Samples am Anfang vieler Lieder. Letztere hätten meistens, wie die Liedtexte, einen albernen Charakter. Im Gegensatz zu vielen Genrekollegen verfalle die Gruppe nicht allzu oft in sehr schnelle Passagen, sondern orientiere sich manchmal eher am Death ’n’ Roll.

## Diskografie
- 2012: Gape (Album, Eigenveröffentlichung)
- 2016: Quinte Essentials of Brutality Vol.1 (Split mit Corprophemia, Cuff, Urethral Injection und Infected Cadaver, CDN Records)
- 2017: Exploit the Moist (Album, CDN Records)